# Собор Антониева монастыря
Собор Рождества Богородицы — недействующий православный храм в Великом Новгороде, бывший собор Антониева монастыря. Освящён епископом Иоанном в 1119 году. Одно из трёх древнейших зданий, сохранившихся в России со времён Древней Руси.
Изначально представлял собой трехнефный одноглавый храм с круглой лестничной башней. В плане наследует Благовещенской церкви на Городище, известной по раскопкам. Архитектурные формы упрощены, кладка относительно небрежна, отсутствуют двухуступчатые ниши на фасадах. Хоры расположены только над нартексом, то есть в боковых нефах не продлены на восток. Восточная пара столбов имеет форму Т, а средняя — шестигранную. В интерьере — фрески XII и XIX веков.

## Строительство
Храм был заложен преподобным Антонием в 1117 году, вскоре после основания им монастырской обители на правом берегу реки Волхов. Строительство каменного собора частным лицом, каким являлся преподобный Антоний, было для тех лет явлением почти исключительным. Другие каменные соборы Новгорода того времени были возведены по княжеской инициативе. Рождественский собор имеет по сравнению с ними более скромные размеры и обладает рядом отличий.
Строительство храма происходило в два этапа. В 1117—1119 годах был построен его центральный практически квадратный в плане объём с тремя высокими апсидами и одним куполом. Интерьер, по-видимому, был хорошо освещен благодаря обилию окон. Его не очень большое пространство отличалось редкой цельностью. Боковые нефы сливались с подкупольным пространством благодаря близко придвинутым к стенам столбам, западная пара которых имеет обтекаемую восьмигранную форму. Алтарные апсиды напротив были более обособленны от наоса храма, так как восточная пара столбов обращена в наос широкими плоскими гранями, к которым примыкала алтарная преграда.
Почти сразу после окончания строительства по непонятным причинам в 1119—1122 годах с запада к собору пристраивается нартекс с хорами над ним. При этом западная стена первой постройки в центральном нефе разбирается полностью, её торцы превращаются в ещё одну пару несущих столбов. Боковые же части хор остаются отрезанными от интерьера храма простенками с оконными проемами. С северо-запада к нартексу примыкает круглая лестничная башня, по которой осуществляется подъем на хоры. Башня увенчана куполом, в котором с древности располагался придел Онуфрия Великого и Петра Афонского. Для уравновешения композиции с юго-западного угла собора над хорами поставлен третий купол. Он также служит для дополнительного освещения пространства хор. Эта перестройка приблизила собор Антониева монастыря к другим новгородским каменным храмам того времени. Ближайшей аналогией является Георгиевский собор Юрьева монастыря, так же имеющий внешнюю лестничную башню (правда, прямоугольной формы) и увенчанный тремя куполами.
Со временем Рождественский собор оброс пристройками. Уже в XVI веке с запада появилась небольшая паперть. В 1671 году с юга был пристроен придел в честь Антония Римлянина. Тогда же он был расписан. В 1680 году с севера возникает придел апостола Иоанна Богослова, а в 1699 возводится новая паперть во всю ширину собора. Вероятно тогда же новые пристройки были соединены с интерьером собора широкими арками, растесанными в боковых стенах. При этом пол собора, ушедшего за века своего существования в землю, был выровнен с уровнем пола пристроек и поднят на 1 метр. Позакомарное покрытие было заменено кровлей с прямым карнизом, а узкие окна были растёсаны. В таком виде храм сохранился до наших дней.
В отличие от других монастырских храмов Новгорода, собор продолжает использоваться как музей. Мощи преподобного Антония, почивавшие в соборе с 1597 года, со времени вскрытия раки большевиками считаются пропавшими.
|                  |  |                                                        |  |           |
| Роспись XIX века |  | Фрески XII века на восточных столпах собора. Вид с хор |  | Вид с хор |

## Роспись храма
В 1125 году внутренность собора была расписана фресками. В XVII веке роспись первый раз полностью поновили. В 1837 году в виду ветхости большая часть древней росписи была сбита со стен, а год спустя собор был заново расписан. Эти росписи сохранились до нашего времени. Они выполнены в характерной для XIX столетия академической манере, далекой от форм православной иконописи.
Впервые небольшие фрагменты первоначальных фресок были найдены в алтаре в 1898 году. Систематическое их раскрытие началось только с 1919 года и продолжалось с перерывами до 1990-х годов. В настоящее время практически все уцелевшие фрагменты росписи 1125 года расчищены и отреставрированы, что позволяет судить как о их стилистических особенностях, так и о своеобразии выбранных иконографических сюжетов.
Сохранились фрагменты росписи всех трех апсид, а также узкие полосы фрагментов на боковых стенах со стороны алтаря. Прекрасно дошли до наших дней фрески на восточных столбах, заслоненные со временем новым высоким иконостасом.
Программа росписи следуя некоторым общепринятым закономерностям византийского искусства имеет ряд оригинальных черт. Не вызывает сомнений, что их содержание было продумано основателем монастыря.
В двух нижних регистрах центральной апсиды были изображены многочисленные святители. Развернутый святительский чин станет в XII веке местной новгородской традицией. Рядом со святителями на гранях ведущей в алтарь центральной арки в самом низу изображены ветхозаветные пророк Моисей и первосвященник Аарон. Их фигуры обрамляют вход в алтарь, показывая таким образом, что ветхозаветная скиния была прообразом новозаветного храма. Они как бы участвуют в богослужении наравне с новозаветными епископами. Эта специфическая особенность росписи была крайне редка в Византии, но стала очень распространенной в Древней Руси. Ещё одной неповторимой чертой программы являются многочисленные преподобные, изображенные в рост и по пояс в медальоных на гранях всех трех алтарных арок. Поражает не только их количество, но и размещение изображений святых монахов в восточной части храма, тогда как обычно они размещались ближе ко входу с западной стороны.
Росписи северной апсиды собора — жертвенника — были посвящены протоевангелию, то есть рассказу о Рождестве и детстве Богоматери. Здесь лучше всего сохранилась композиция Введение Богоматери во храм, а также сцена омовения Богоматери, выделенная здесь из самого Рождества в отдельную композицию. Её расположение по центру апсиды напоминает о приготовлении здесь святых даров для литургии. Сама Богоматерь здесь является даром Богу, принесенным её родителями.
С другой стороны алтаря, в диаконнике, располагался пространный цикл жития Иоанна Предтечи, оканчивающийся его мученичеством и сценами трех обретений его главы, сразу же после его смерти почитавшейся как священная реликвия. Сохранились часть сцены пира Ирода и фигура сидящей Иродиады, которой подносят отсеченную главу пророка. Ниже уцелела фигура копающего юноши — одно из обретений главы Иоанна Предтечи. Эта почитаемая христианская реликвия несколько раз пропадала и вновь находилась, в честь чего устанавливался отдельный праздник в церковном календаре. На входной арке в диаконник сохранилась одна из фигур святых диаконов.
Наибольшие фрагменты на южной и северной стенах дают некоторое представление о росписи наоса. Как обычно, своды и верхние части стен были покрыты евангельскими сюжетами. Характерной особенностью, встречающейся и в других древнерусских храмах, являлось особое сопоставление двух выделенных крупным размером сцен — Рождества Христова на южной и Успения Богоматери на северной стенах. Телесному рождению и воплощению Сына Божия здесь противопоставляется рождение после смерти в новую вечную жизнь. Даже небольшой сохранившийся фрагмент позволяет понять, что здесь Успение было представлено в особом развернутом варианте с изображением перенесения на облаках апостолов в Иерусалим к одру Богоматери.
Лучше всего сохранилась роспись восточных столбов на обращенных к молящимся западных гранях. Сверху здесь изображено Благовещение. Фигуры Архангела Гавриила и Богоматери по сложившейся традиции изображены по отдельности так, что сцена происходит как бы в пространстве самого храма. Под Благовещением расположены четыре фигуры святых целителей — Кира и Иоанна, Флора и Лавра. Если двое из них держат в руках сосуды с лекарствами, очень напоминающие дароносицы, то другие двое (по одному в каждой паре) имеют в руках свитки. Здесь очевидно вместе с исцелением тела подчеркивается исцеление души христианским учением. Причем изображения целителей фланкируют алтарь храма, показывая, что именно здесь человеку подается исцеление.
Под этими фресками крепился темплон алтарной преграды, в котором первоначально вероятно не было других икон, кроме образов Спасителя и Богоматери. Алтарь закрывала крепившаяся к темплону завеса. На неё намекают изображенные в нижней части столбов полотенца.
Художественные особенности фресок долгое время оставались без надлежащей оценки исследователей. Неполное раскрытие древней живописи мешало ученым адекватно воспринять их стиль. В связи с этим высказывалось мнение о чужеродности этой живописи всему древнерусскому искусству и связь её с романским искусством. В настоящее время стало ясно, что роспись Антониева монастыря все же входит в контекст других новгородских памятников, хотя и имеет свои яркие отличия. Вероятно, что её исполнителями были все же художники из Киева. Во фресках сохраняются многие особенности росписей раннего XII века, таких как фрески Софии Новгородской и Николо-Дворищенского собора. Фигуры крупные и тяжеловесные, в них преобладает статика. Похожа и пластическая моделировка ликов, выделяющаяся по сравнению с практически плоскими одеждами. Однако в личном письме появляется более интенсивная графическая прорисовка черт, придающая образам гораздо большую активность. Для образов Антониевских фресок характерна большая эмоциональная открытость, граничащая с экзальтацией. Эти новые тенденции, распространявшиеся в разных частях византийского мира, найдут в Новгороде большой отклик. Контраст, столь резкий в соотношении статичности фигур с внутренней подвижностью образов, проявляется и в звучном колорите росписей: здесь темно-синие фоны сочетаются с ярко-желтыми нимбами, а тёмные монашеские одежды с одеяниями розовых, голубых и салатовых тонов.

## Лестничная башня
Примыкающая к собору лестничная башня имела в древности много различных функций. Она не только вела на хоры храма, но и имела в своем куполе отдельный придел Онуфрия Великого и Петра Афонского, освящённый в 1122 году. В толще стен башни сохранились крошечные кельи, в которых уединялись для молитвы монахи монастыря. Здесь провел свои последние годы и преподобный Антоний, уподобившийся таким образом столпникам.
Последняя архитектурная реставрация обнаружила также, что первоначально башня имела в основании купола три проема для крепления колоколов. Однако, наиболее интересны сохранившиеся на внутренних стенах рисунки, не представляющие собой цельной, выполненной профессиональными художниками декорации, а создававшиеся по-видимому самими монахами. Они выполнены простыми линиями красной охры и плохо сохранились до наших дней. Здесь присутствуют в основном символико-аллегорические и дидактические изображения. Среди них фигура льва с печальным как у человека лицом и завязанным хвостом, что указывает на главные монашеские добродетели — покаяние и смирение. Здесь есть так же изображение фантастического существа на четырёх ногах с человеческой головой — вероятно изображение Китовраса, персонажа апокрифического сказания о царе Соломоне. Китоврас, напоминающий античного кентавра, был наделен необычайной силой и неземной мудростью. Согласно сказанию, Соломон насильственно привлек Китовраса к строительству Иерусалимского храма, но тот смог освободиться и убежать обратно в пустыню, предпочтя свободу мирской славе.
Кроме китовраса на стене лестничной башни найдено изображение мантикоры — мифического существа с телом льва и человеческим лицом.

## Реставрация
В 1987 году в храме была проведена реставрация по проекту Леонида Красноречьева и Григория Штендера, в ходе которой были раскрыты все формы XII века, приделы остались в формах XVII и XIX веков; также были обнаружены и законсервированы под плиткой полы XII века.
Во время реставрационных работ с 2022 по 2025 год были укреплены древние фундаменты, отреставрирована кирпичная кладка, оштукатурены и побелены стены храма, заменена кровля, отремонтировано крыльцо и сделан пандус для людей с ограниченными возможностями здоровья.